# Maria vom Leiden unseres Herrn Jesus Christus

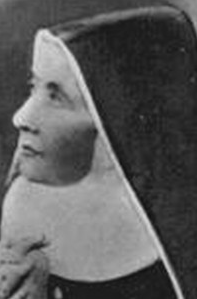
Die sel. Sr. Maria vom Leiden unseres Herrn Jesus Christus

Maria vom Leiden unseres Herrn Jesus Christus CAE (bürgerlicher Name Maria Grazia Tarallo) (* 23. September 1866 in Barra, heute ein Stadtteil von Neapel, Italien; † 27. Juli 1912 in San Giorgio a Cremano, Italien) war eine italienische Ordensschwester und Mystikerin. Sie wird von der katholischen Kirche als Selige verehrt.

## Leben
Maria Grazia Tarallo trat am 1. Juni 1891 mit 25 Jahren in die Kongregation der Suore Crocifisse Adoratrici („Gekreuzigte Anbetungsschwestern“) ein, die ein Jahr zuvor von der sel. Maddalena Notari gegründet worden war, und erhielt den Ordensnamen Maria vom Leiden unseres Herrn Jesus Christus. Im Jahr 1903 legte sie die ewigen Gelübde ab. Sie verschrieb sich der Sühne. Es wird von ihr berichtet, sie habe die Gaben der Prophetie und der Unterscheidung der Geister gehabt. Im Volk erlangte sie schon in ihren letzten Lebensjahren Berühmtheit.
Maria vom Leiden unseres Herrn Jesus Christus wurde am 14. Mai 2006 in Neapel seliggesprochen. Ihr Gedenktag in der Liturgie ist der 27. Juli.